# Fis met boventonen
Fis met boventonen (ondertitel: Een ernstige komedie) is een hoorspel van Günter Eich. Fis mit Obertönen werd op 1 juli 1951 door de Süddeutscher Rundfunk uitgezonden. Hélène Swildens vertaalde het en de KRO zond het uit in het programma Avondtheater op vrijdag 10 mei 1963 (met een herhaling op woensdag 10 mei 1995). De regisseur was Léon Povel. Het hoorspel duurde 67 minuten. Tegenwoordig is het hoorspel ook als podcast te beluisteren via de  Hoorspelcast.

## Rolbezetting
- Nora Boerman
- Wiesje Bouwmeester
- Joke Hagelen
- Elly den Haring
- Barbara Hoffman
- Eva Janssen
- Mien van Kerckhoven
- Trudy Libosan
- Tine Medema
- Irene Poorter
- Dogi Rugani
- Fé Sciarone
- Nel Snel
- Jan Apon
- Jan Borkus
- Louis de Bree
- Alex Faassen jr.
- Tonny Foletta
- Rob Geraerds
- Willem Grelinger
- Wam Heskes
- Hans Karsenbarg
- Machiel de Kruyf
- Dries Krijn
- Paul van der Lek
- Donald de Marcas
- Pierre Myin
- Jo Nobel
- Rien van Noppen
- Huib Orizand
- Dick van ’t Sant
- Hans Simonis
- John Soer
- Frans Somers
- Gijsbert Tersteeg
- Hans Veerman
- Jan Verkoren
- Johan Wolder
- Jo Vischer jr.

## Inhoud
In Engeland wordt een ongewone, dringende toon gehoord: een fis (met een halve toon verhoogde fa) die geen gelijkenis vertoont met de klank van een muziekinstrument. Iedereen hoort die toon, waar hij zich ook bevindt. De herkomst valt niet vast te stellen. De wetenschap staat voor een raadsel. De mensen raken in paniek. Is dit de bazuin van het laatste oordeel en staat de wereld op het punt te vergaan? De harde zakenman profiteert van de situatie. De angstige naturen proberen goed te maken wat zij misdreven. Mensen zoeken steun bij elkaar of stoten elkaar af. Men vlucht, koopt of verkoopt. Er ontstaat een chaos waartegen de regering machteloos is. De auteur vraagt zich af wat de mens in deze omstandigheden zou doen en of hij van zijn ondervindingen iets geleerd heeft als die toon zou ophouden en de wereld ongeschokt om zijn as blijft draaien…